# Кикодзе, Семён Леонидович
Семён Леони́дович Кико́дзе (24 сентября 1892, Батум, Батумский округ, Кутаисская губерния, Российская империя—12 сентября 1977, Тбилиси, ГССР, СССР) — советский врач, Герой Социалистического Труда (1969).

## Биография
Родился 24 сентября 1892 года в городе Батум Батумского округа Кутаисской губернии Российской империи.
Окончил медицинский факультет Московского университета (до 23 февраля (8 марта) 1917 года — Императорского Московского университета, в феврале—октябре 1917 года — Московского университета, с конца 1917 года — Московского государственного университета, с 1918-го —1-го Московского университета).
До 1921 года участвовал в Гражданской войне в России.
В 1940 году был призван в армию. Участвовал в Великой Отечественной войне, получил звание военврача 2-го ранга.
После демобилизации 18 декабря 1948 года работал главным врачом дезинфекционной станции в городе Тбилиси.
Скончался там же 12 сентября 1977 года.

## Награды
- Медаль «За оборону Кавказа»[1][2][3];
- Орден «Знак Почёта» (11 июля 1945 года)[4];
- Орден Ленина (14 апреля 1951 года)[4];
- Высшее звание «Герой Социалистического Труда» с вручением медали «Серп и Молот» и ордена Ленина (4 февраля 1969 года; «за большие заслуги в области охраны здоровья советского народа»)[4][6].